# Пломёр
Пломёр (фр. Plomeur) — коммуна на северо-западе Франции, находится в регионе Бретань, департамент Финистер, округ Кемпер, кантон Плонеур-Ланверн. Расположена на побережье Атлантического океана, в крайней юго-западной части полуострова Бретань, в 26 км к юго-западу от Кемпера. 
Население (2019) — 3 828 человек.

## Достопримечательности
- Приходская церковь Святой Тюметты
- Часовня Нотр-Дам XIII века
- Группа мегалитов на мысе де ла Торш

## Экономика
Структура занятости населения:
- сельское хозяйство — 8,6 %
- промышленность — 4,6 %
- строительство — 15,2 %
- торговля, транспорт и сфера услуг — 45,6 %
- государственные и муниципальные службы — 26,0 %

Уровень безработицы (2018) — 9,4 % (Франция в целом —  13,4 %, департамент Финистер — 12,1 %). 

Среднегодовой доход на 1 человека, евро (2018) — 21 880 (Франция в целом — 21 730, департамент Финистер — 21 970).

## Демография
Динамика численности населения, чел.

## Администрация
Пост мэра Пломёра с 2014 года занимает Ронан Креду (Ronan Credou). На муниципальных выборах 2020 года возглавляемый им правый блок победил в 1-м туре, получив 72,77 % голосов.
| Период | Период | Фамилия          | Партия                        | Примечания |
| ------ | ------ | ---------------- | ----------------------------- | ---------- |
| 1971   | 1977   | Жан-Мари Легадик |                               | механик    |
| 1977   | 1989   | Луи Куро         |                               |            |
| 1989   | 1995   | Луи Даниэль      |                               |            |
| 1995   | 2014   | Леа Лоран        | Союз демократов и независимых |            |
| 2014   |        | Ронан Креду      | Разные правые                 | фермер     |

## Культура
В 1984 году в коммуне Пломёр образован фольклорный ансамбль (багад) Багад Кап Каваль (фр. Bagad Cap Caval), имеющий первую категорию с 1995 года и неоднократно становившийся победителем национальных бретонских музыкальных фестивалей

## Галерея

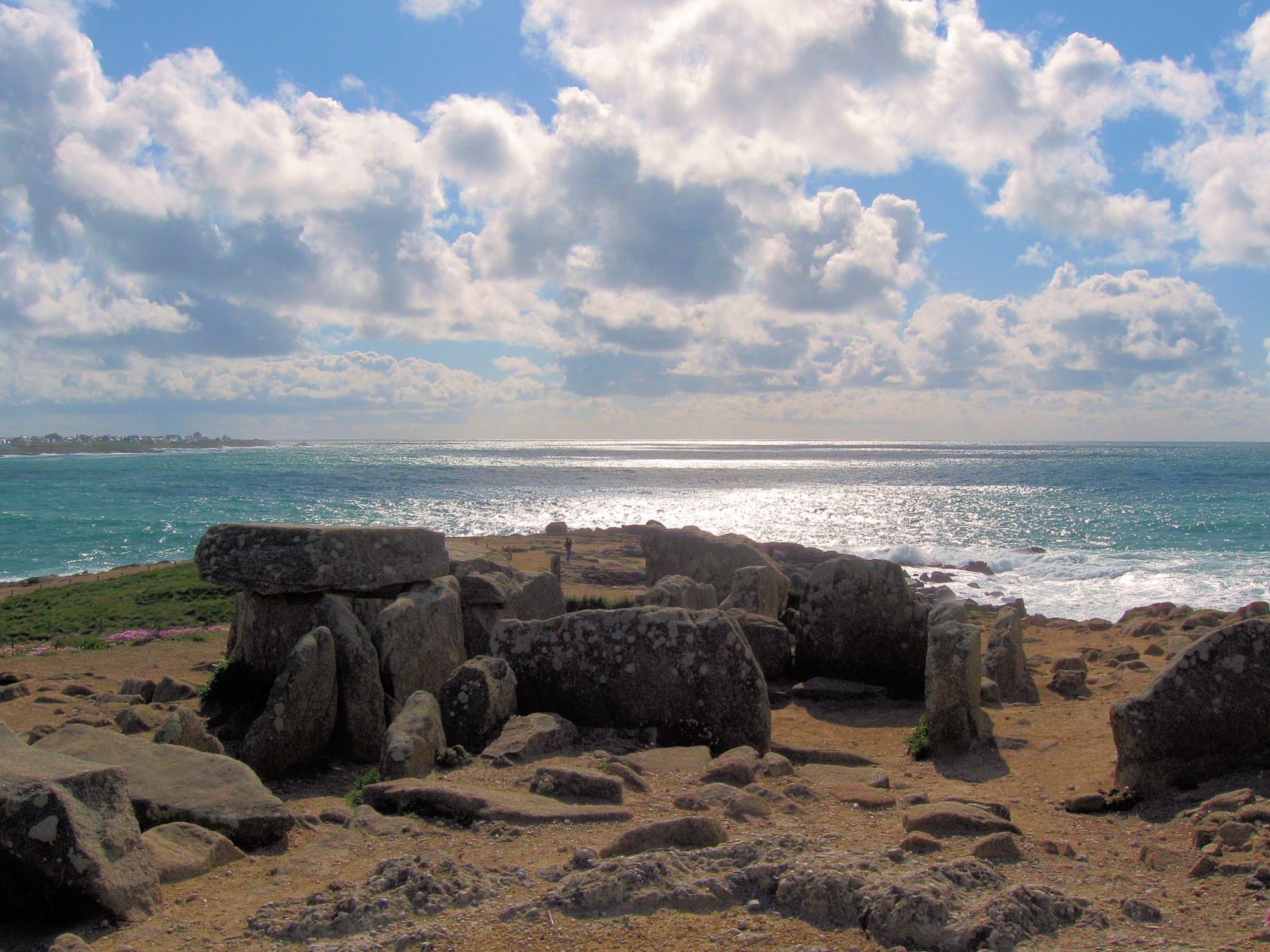
Мегалиты на мысе де ла Торш
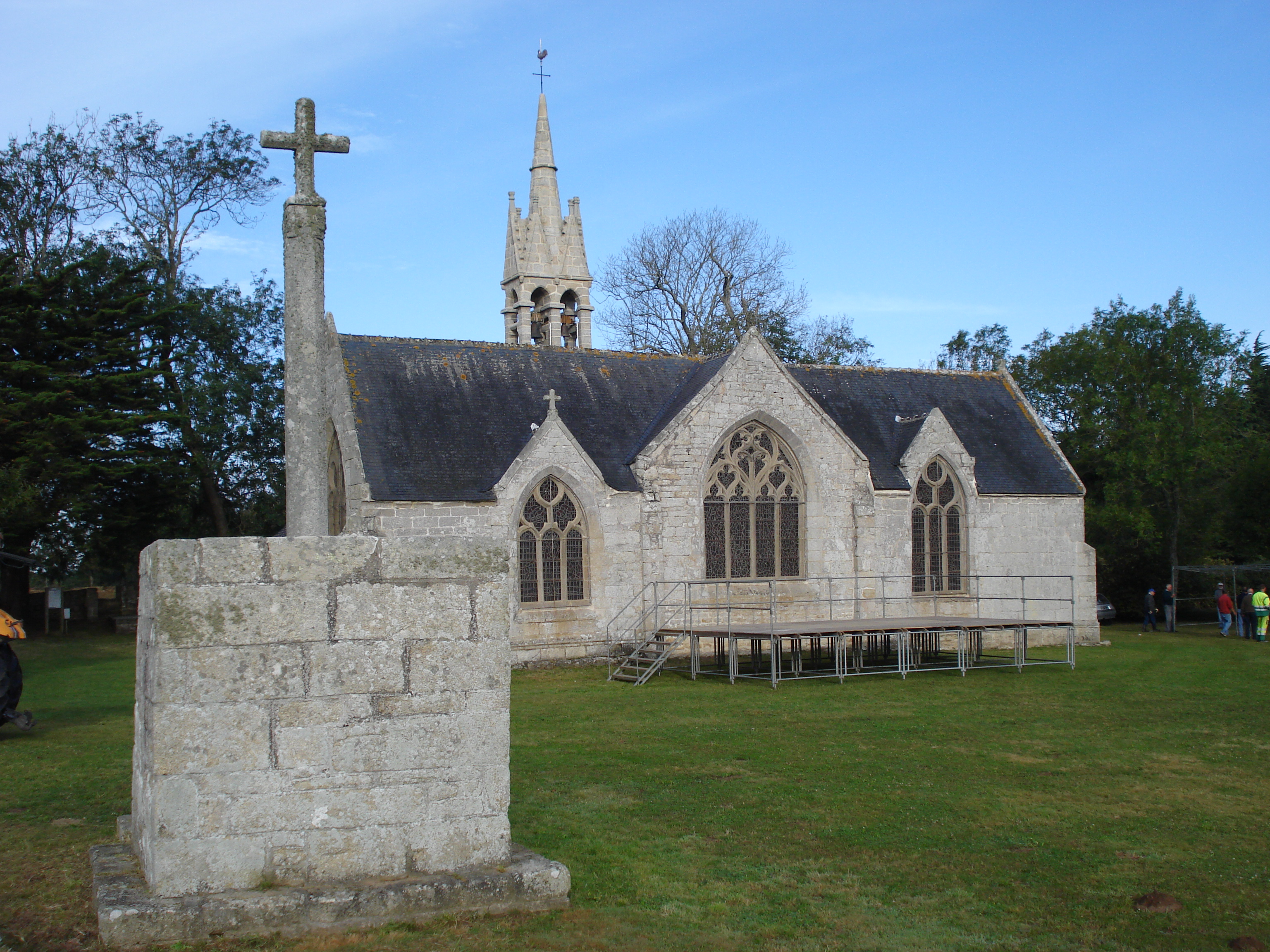
Часовня Нотр-Дам
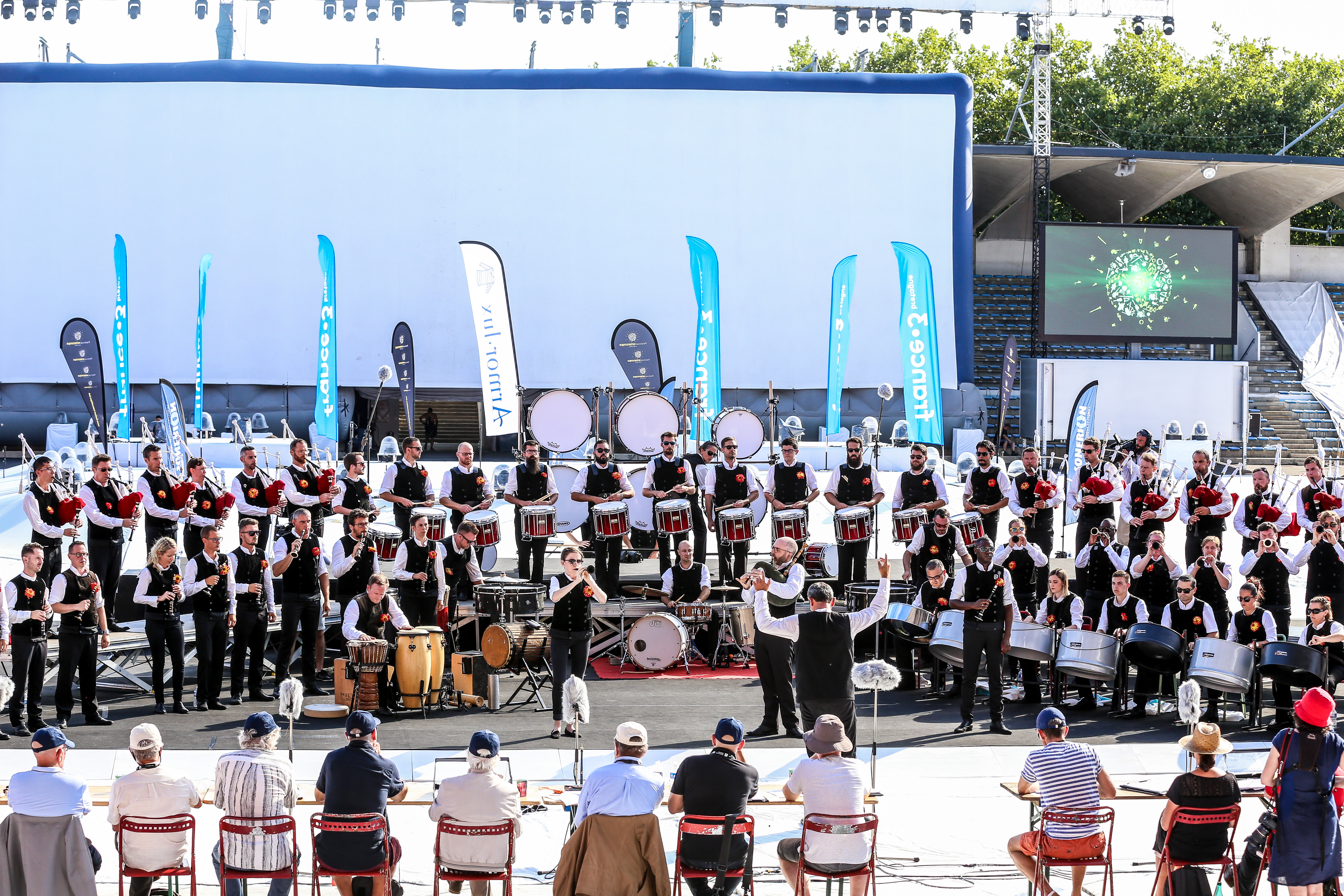
Багад Кап Каваль

1. 1 2  база данных о французских коммунах — Национальный географический институт Франции, 2015.